# Чопан I шамхал Тарковский
Чопан I «Великолепный» (кум. Чопан Будайны уланы) — кумыкский правитель, шамхал Тарковский, сын Будая I, с 1567 по 1589 год правил Тарковским Шамхальством — крупнейшим феодальным государством Северо-Восточного Кавказа и Прикаспийской равнины периода Позднего Средневековья.

## Правление
Владения Чопан-шамхала на севере простирались за Тереком и граничила с Астраханским ханством. На западе эта территория включала часть Чечни до Кабарды. На юге владения Чопан-шамхала простирались «до самой почти Шемахи», согласно И. Герберу. 
Современники величали его «Мухтешем шамхал», что означает «Великолепный», Якоб Рейнеггс писал: «весь Кавказ имел к нему почтение и имя его поныне в честь его песнях прославляется». Политику, которую проводил Чопан шамхал в Дагестане, можно считать протурецкой. На стороне османов, он участвовал в неудачном походе на Астрахань в 1569 году, на союзную с Россией Кабарду, против кызылбашей Ирана.
Чопан-шамхал способствовал вхождению Дагестана в состав  Османской империи, согласно договору с турками, ему поручалось защищать Шемаху от Ирана и обеспечивать войска крымских татар провиантом, в случае прохождения их через Дагестан. Как пишет о нём известный дагестанский этнограф XIX века Д. Шихалиев:

«Чобан-шамхал умер в Буйнаке в 1574 году, его сыновья разделили между собой всё государство, Эльдар избрал своим местопребыванием Буйнак и Тарки, Магомед (Буммат)-Казанищи, Андия Кафыр Кумук, Гирей- Гели, и управляли своими уделами независимо друг от друга, но общий правитель их Шамхал, избирался поочередно из этих четырёх домов...».
В 1578 году шамхал и брат его Тунай-Джалав участвовали с союзной Турцией в военном походе в Закавказье против иранской экспансии на Ширван и Шемаху. Об участии кумыков (Шамхальцев) в этих сражениях турецкий летописец Ибрагим Печеви скупо сообщает следующее:

«В Шемаху прибыло 15 тысяч воинов-лучников, отряженных дагестанским шамхалом. Таким образом, исламское войско обрело весьма внушительную силу и мощь».

Другой летописец, Ибрахим Рахимизаде, также сообщает: «В счастливом правом фланге армии находился правитель Дагестана - шавхал-хан». В поощрение за успехи в этой операции султан Мурад III передал Чопан-шамхалу в управление санджаки Шабран и Дербент, а Тучелаву — Ахты и Ихир. Также был заключён дипломатический брак между Осман-пашой Оздемир-оглу и дочерью Тучелава Рабиёй Михридиль Шерфи-ханым.

## Семья

#### Сестра
Султан-Ага Ханум, в европейских источниках известна под именем Кораси (перс. سلطان آقا خانم Soltān-Āqā Xānum; 1524 — 4 [14] февраля 1596) — царица Персии (периода Империи Сефевидов), вторая жена шахиншаха Тахмаспа I из династии Сефевидов. Султан-Ага Ханум являлась современницей Хюррем Хасеки-султан (в европейских источниках известна под именем Роксолана), супруги главного противника шаха Тахмаспа I — султана Османской империи Сулеймана I Великолепного.

#### Племянница
Пери-Хан Ханум (1548–1578) — дочь Тахмаспа I, одна из самых влиятельных женщин в истории в Империи Сефевидов.

Согласно свидетельству российского этнографа и географа Иоганна Густава Гербера (1690—1734):
«По обе стороны от шахского трона было сделано по два почётных места. Первое для хана Кандагарского, второе для Шамхала, третье для царя Грузинского и четвёртое для хана, который живёт на границах арапских».
Чопан I активно вмешивался в вопросы престолонаследия в персидской Империи Сефевидов. После смерти Тахмаспа I, узнав о вступлении его сына Хайдара Мирзы на трон, Чопан I был призван своей племянницей Пери хан Ханум. Со своим войском он вторгся в Тебриз и убил молодого шаха, отрубив ему голову (по некоторым данным, Хайдар Мирза был убит воинами Шамхала). Голова шаха была брошена сторонникам Хайдара Мирзы, которые прекратили сопротивление. Персидский историк Шараф-хан Бидлиси так описывает данное событие:
«Дочь покойного шаха Пери Хан Ханум, видя, что дела приняли такой оборот, тотчас со всей поспешностью направила верного человека к своему дяде по матери, Шамхалу, и известила его об этом. Шамхал с Хусайн-Кули-хулафой Румлу, эмиром Аслан-беком Афшаром и с племенами текелу, афшар, туркиман и курдами незамедлительно посреди ночи прибыли во всеоружии, пешком и на конях, к воротам конного ристалища, и с помощью оружия проникли в садик при гареме. Султан Хайдар в это время по совету нескольких глупцов переоделся в женские одежды, надеясь в таком виде в сопровождении нескольких женщин выбраться из дворца и оказаться среди своих сторонников и единомышленников, чтобы спастись от злобы Шамхала и учиняемого смутьянами и невеждами безобразия и стать суверенным государем. Стоило ему оставить дворцовые покои, как сразу же слуги известили Шамхала. Тот кинулся за ним в погоню. Султан Хайдар-мирза, когда Шамхал сорвал с его головы чадру, ухватился за кинжал и бросился на Шамхала. Один из черкесских гуламов ударом сабли погубил тот кипарис, выросший над полноводной рекой царствования, и ту розу из сада владычества, что не имела себе подобных и равных в семействе Сефевидов и в роду Али». 
Далее Чопан I в союзе с армией Османской империи объявил кызылбашам войну. Османский летописец Ибрагим Рахимзаде сообщает, что 30 000 воинов выступили в армии Шамхала. Чопан I разгромил кызылбашей, заставив их отступить за пределы Ширвана. Османский султан Мурад III отдал Чопану I Шабран и Дербент, получив обязательство со стороны последнего по защите Ширвана.